# Trò chơi mô phỏng xã hội
Trò chơi mô phỏng xã hội (tiếng Anh: Social simulation game) là một nhánh của thể loại game mô phỏng đời sống để khám phá tương tác xã hội giữa nhiều sự sống nhân tạo. Dòng game nổi tiếng nhất tiêu biểu cho thể loại này là The Sims.

## Lịch sử

### Ảnh hưởng và nguồn gốc
Khi The Sims được phát hành vào năm 2000, nó đã được gọi "gần như là game duy nhất của loại hình này". Nhưng có một vài điềm báo trước cho quan trọng đối với The Sims và thể loại mô phỏng xã hội. Thứ nhất, tác giả của game Will Wright đã thừa nhận mình chịu ảnh hưởng của Little Computer People, một tựa game Commodore 64 có từ năm 1985. Tựa game có nhiều nét tương đồng dù The Sims được mô tả là có kinh nghiệm về lối chơi phong phú hơn. Thứ hai, Will Wright cũng thừa nhận ảnh hưởng của những ngôi nhà búp bê lên The Sims, một so sánh từ đó đã được lặp đi lặp lại. Điều này cho biết lối chơi của thể loại này đang nổi lên.
Animal Crossing được phát hành vào năm 2001 cho hệ máy Nintendo 64 tại Nhật Bản. Trong khi phát hành vào cuối vòng đời của Nintendo 64, nó được phát triển sau đó dẫn đến việc chuyển hệ cho Nintendo GameCube và phát hành trên toàn thế giới. Khi sự phổ biến của trò chơi tăng, dòng game này còn được mô tả như là một game mô phỏng xã hội. Harvest Moon, một dòng game khác bắt đầu vào năm 1996 và thường được so sánh với Animal Crossing, cũng được mô tả là dạng game mô phỏng xã hội. Các yếu tố mô phỏng xã hội của nó có nguồn gốc từ thể loại mô phỏng hẹn hò, một nhánh của thể loại này có xuất xứ vào đầu những năm 1980, với các tựa game như Tenshitachi no gogo vào năm 1985 và Girl's Garden vào năm 1984.
Từ sự thành công của những game này vào đầu thập niên 2000, giới bình luận game đã bắt đầu đề cập đến những game tương tự như thuộc về một thể loại game mô phỏng xã hội.

### Lịch sử gần đây
Một số trò chơi mô phỏng xã hội khác đã nổi lên để tận dụng sự thành công của The Sims. Điều này bao gồm một số phần tiếp theo và bản mở rộng, cũng như những game như Singles: Flirt Up Your Life với sự giống nhau nhiều hơn.

## Tiêu biểu
- Alter Ego
- Animal Crossing series
- Harvest Moon
- Jones in the Fast Lane
- Little Computer People
- Miami Nights: Singles in the City
- New York Nights: Success in the City
- Shin Megami Tensei: Persona
- Singles: Flirt Up Your Life
- Tokimeki Memorial
- The Sims series